# Gouvernement Obuchi
État du Japon
83e cabinet
(Ryūtarō Hashimoto) 85e cabinet
(Yoshirō Mori)
Le gouvernement Obuchi (小渕内閣, Obuchi Naikaku) était le 84e cabinet (第84代内閣, dai-hachi-jū-yon-dai Naikaku) de l'empire du Japon, nommé le 30 juillet 1998 par le nouveau Premier ministre Keizō Obuchi et officiellement investi par l'empereur le jour même.

## Composition

### Premier ministre
| fonction         | Personnalité | Parti | Faction  | Diète        | Circonscription     |
| ---------------- | ------------ | ----- | -------- | ------------ | ------------------- |
| Premier ministre | Keizō Obuchi | PLD   | (Obuchi) | Représentant | Gunma (5e district) |

### Composition initiale (du30 juillet 1998au14 janvier 1999)

#### Ministres, chefs d'un ministère
| fonction                                                                                    | Personnalité       | Parti | Faction   | Diète        | Circonscription          |
| ------------------------------------------------------------------------------------------- | ------------------ | ----- | --------- | ------------ | ------------------------ |
| Ministre de la Justice                                                                      | Shōzaburō Nakamura | PLD   | Mitsuzuka | Représentant | Chiba (12e district)     |
| Ministre des Affaires étrangères                                                            | Masahiko Kōmura    | PLD   | Kōmoto    | Représentant | Yamaguchi (1er district) |
| Ministre du Trésor                                                                          | Kiichi Miyazawa    | PLD   | Miyazawa  | Représentant | Hiroshima (7e district)  |
| Ministre de l'Éducation et de la Culture                                                    | Akito Arima        | PLD   | -         | Conseiller   | Proportionnelle          |
| Ministre de la Santé et des Affaires sociales                                               | Sōhei Miyashita    | PLD   | Mitsuzuka | Représentant | Nagano (5e district)     |
| Ministre de l'Agriculture, des Forêts et de la Pêche                                        | Shōichi Nakagawa   | PLD   | Mitsuzuka | Représentant | Hokkaidō (11e district)  |
| Ministre du Commerce international et de l'Industrie                                        | Kaoru Yosano       | PLD   | Watanabe  | Représentant | Tokyo (1er district)     |
| Ministre des Transports                                                                     | Jirō Kawasaki      | PLD   | Miyazawa  | Représentant | Mie (1er district)       |
| Ministre des Postes et Télécommunications                                                   | Seiko Noda         | PLD   | Kōmoto    | Représentant | Gifu (1er district)      |
| Ministre du Travail                                                                         | Akira Amari        | PLD   | Watanabe  | Représentant | Kanagawa (13e district)  |
| Ministre de la Construction                                                                 | Katsutsugu Sekiya  | PLD   | Watanabe  | Représentant | Ehime (1er district)     |
| Ministre des Affaires intérieures Président de la Commission nationale de sécurité publique | Mamoru Nishida     | PLD   | Obuchi    |              |                          |

### À la suite du premier remaniement (du14 janvierau5 octobre 1999)

#### Ministres, chefs d'un ministère
| fonction                                                                                        | Personnalité                                                                        | Parti  | Faction          | Diète                   | Circonscription                         |
| ----------------------------------------------------------------------------------------------- | ----------------------------------------------------------------------------------- | ------ | ---------------- | ----------------------- | --------------------------------------- |
| Ministre de la Justice                                                                          | Shōzaburō Nakamura (jusqu'au 8 mars 1999) Takao Jinnouchi (à partir du 8 mars 1999) | PLD    | Mitsuzuka Obuchi | Représentant Conseiller | Chiba (12e district) Préfecture de Saga |
| Ministre des Affaires étrangères                                                                | Masahiko Kōmura                                                                     | PLD    | Kōmoto           | Représentant            | Yamaguchi (1er district)                |
| Ministre du Trésor                                                                              | Kiichi Miyazawa                                                                     | PLD    | Miyazawa         | Représentant            | Hiroshima (7e district)                 |
| Ministre de l'Éducation et de la Culture Président de l'Agence des Sciences et des Technologies | Akito Arima                                                                         | PLD    | -                | Conseiller              | Proportionnelle                         |
| Ministre de la Santé et des Affaires sociales                                                   | Sōhei Miyashita                                                                     | PLD    | Mitsuzuka        | Représentant            | Nagano (5e district)                    |
| Ministre de l'Agriculture, des Forêts et de la Pêche                                            | Shōichi Nakagawa                                                                    | PLD    | Mitsuzuka        | Représentant            | Hokkaidō (11e district)                 |
| Ministre du Commerce international et de l'Industrie                                            | Kaoru Yosano                                                                        | PLD    | Watanabe         | Représentant            | Tokyo (1er district)                    |
| Ministre des Transports                                                                         | Jirō Kawasaki                                                                       | PLD    | Miyazawa         | Représentant            | Mie (1er district)                      |
| Ministre des Postes et Télécommunications                                                       | Seiko Noda                                                                          | PLD    | Kōmoto           | Représentant            | Gifu (1er district)                     |
| Ministre du Travail                                                                             | Akira Amari                                                                         | PLD    | Watanabe         | Représentant            | Kanagawa (13e district)                 |
| Ministre de la Construction Président de l'Agence nationale du Territoire                       | Katsutsugu Sekiya                                                                   | PLD    | Watanabe         | Représentant            | Ehime (1er district)                    |
| Ministre des Affaires intérieures Président de la Commission nationale de sécurité publique     | Takeshi Noda                                                                        | Jiyūtō | -                | Représentant            | Kumamoto (2e district)                  |

### À la suite du second remaniement (du5 octobre 1999au5 avril 2000)

#### Ministres d'État ne dirigeant pas un ministère
Kayoko Shimizu dirige l'Agence de l'environnement.